# Malaxis robinsonii
Malaxis robinsonii är en orkidéart som först beskrevs av Henry Nicholas Ridley, och fick sitt nu gällande namn av James Boughtwood Comber. Malaxis robinsonii ingår i släktet knottblomstersläktet, och familjen orkidéer. Inga underarter finns listade i Catalogue of Life.